# S. R. Srinivasa Varadhan
Sathamangalam Ranga Iyengar Srinivasa Varadhan FRS (sinh ngày 2 tháng 1 năm 1940) là một nhà toán học người Mỹ gốc Ấn, người được biết đến với những đóng góp nền tảng cho lý thuyết xác suất và đặc biệt là trong việc tạo ra một lý thuyết thống nhất về độ lệch lớn.

## Những năm đầu đời
Srinivasa sinh ra ở Chennai (sau này là Madras) vào năm 1940.
Varadhan nhận bằng cử nhân tại 1959 tại Trường trung học Presidency, Madras, và sau đó chuyển đến Viện Thống kê Ấn Độ (ISI) ở Kolkata. Sau khi tốt nghiệp đại học, ông trở lại Chennai.
Ông là một trong "bốn người nổi tiếng" (những người khác là R Ranga Rao, KR Parthasarathy, và Veeravalli S Varadarajan) tại ISI trong giai đoạn 1956–1963.
Ông nhận bằng tiến sĩ từ ISI năm 1963 dưới sự hướng dẫn của CR Rao, người đã thu xếp để Andrey Kolmogorov có mặt tại buổi bảo vệ luận án của Varadhan.

## Sự nghiệp
Từ năm 1963, ông làm việc tại Viện Khoa học Toán học Courant tại Đại học New York, nơi lúc đầu ông là nghiên cứu sinh sau tiến sĩ (1963–66), được đề cử bởi Monroe D Donsker. Tại đây ông gặp Daniel Stroock, người sau này trở thành đồng nghiệp thân thiết và đồng tác giả với ông. Trong một bài báo trên Notices of the American Mathematical Society, Stroock đã nhớ lại những năm tháng đầu tiên này:
Varadhan, người mà mọi người hay gọi là Raghu, đến với những bờ biển này từ quê hương Ấn Độ của anh vào mùa thu năm 1963. Anh đến phi trường Idlewild bằng máy bay và đi đến Manhattan bằng xe buýt. Điểm đến của anh là viện khoa học nổi tiếng với cái tên khiêm tốn, Viện Khoa học Toán học Courant, nơi anh đã được nhận học bổng sau tiến sĩ. Varadhan được giao cho một trong những văn phòng làm việc không có cửa sổ trong tòa nhà Courant, nơi từng là xưởng sản xuất mũ. Tuy nhiên, bất chấp môi trường có phần khiêm tốn xung quanh, chảy ra từ những văn phòng này là một phần lớn đáng kể nền toán học thời hậu chiến mà nước Mỹ rất tự hào về nó.
Varadhan hiện là giáo sư tại Viện Courant. Ông được biết đến với các công trình của mình với Daniel W Stroock về các quá trình khuếch tán, và về lý thuyết độ lệch lớn với Monroe D Donsker. Ông đã chủ trì ban giám khảo ngành Toán cho Giải thưởng Infosys từ năm 2009 và là khách mời chính vào năm 2020.